# Racalmuto
Racalmuto är en ort och kommun i kommunala konsortiet Agrigento, innan 2015 provinsen Agrigento, i regionen Sicilien i sydvästra Italien. Kommunen hade 8 155 invånare (2017).